# Sulawesilori

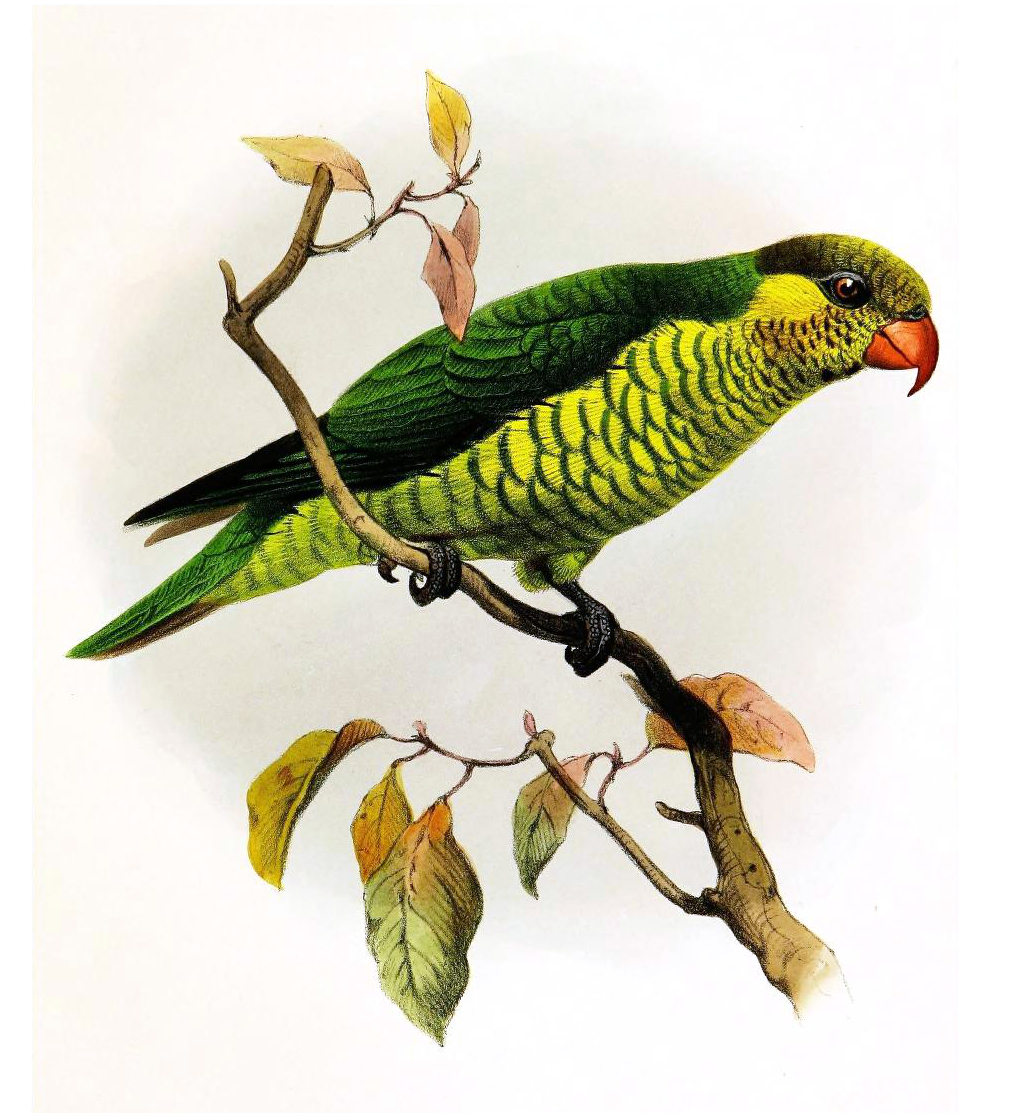
Saudareos meyeri, Joseph Smit, 1870.

Der Sulawesilori (Saudareos meyeri, Synonym: Trichoglossus meyeri) ist eine Art aus der Familie der Altweltpapageien.

## Merkmale
Der Sulawesilori unterscheidet sich vom Sulalori im dunkelgrünen Grundton. Der Kopf ist oliv-bräunlich und die Wangen sind mit gelben Strichen durchzogen, so dass sich ein deutlich gelber Wangenfleck abzeichnet. Die Schuppung entspricht derjenigen des Sulaloris, ist aber mehr grünlich-gelb gefärbt. Er hat graue nackte Augenringe und die Iris ist rötlich-braun. Der Schnabel ist hellorange und die Füße grau. Mit 17 cm ist er etwas kleiner als der Sulalori.

## Verbreitung und Lebensraum
Der Sulawesilori ist eine endemische Art auf Sulawesi und bewohnt subtropische Wälder in einer Höhe zwischen 500 und 2000 m.

## Taxonomie
Walden beschrieb den Sulawesilori 1871 erstmals wissenschaftlich und bezeichnete ihn damals als Trichoglossus meyeri. 2020 wurde er in die neu eingeführte Gattung Saudareos überführt.
Von den großen taxonomischen Organisationen ist die HBW Checklist/BirdLife International die einzige, die den Sulawesilori als eigenständige Art ohne Unterarten behandelt. Die Einschätzung als Art ermöglicht ihm einen eigenen Schutzstatus wie zum Beispiel bei der IUCN.  Die Clements Checklist und IOC/IOU stufen den Sulawesilori als Unterart des Sulalori ein.

## Bestand und Gefährdung
Der Sulawesilori wird auf der Roten Liste gefährdeter Arten als „nicht gefährdet“ (Least Concern) gelistet. Die Anzahl der adulten Vögel ist unbekannt.

## Handel
Die ersten Vögel gelangten Ende der 1950er Jahre nach Dänemark, wo 1959 die weltweit erste Zucht gelang. 1960 kamen sie nach Großbritannien in den Kelling Park Aviaries in Norfolk und nach 1973 nach Deutschland.
Die Kontrolle des Handels wird über CITES Anhang II geregelt. Die Ein- und Ausfuhr sowie die Wiederausfuhr erfordert eine Genehmigung oder Bescheinigung des jeweiligen Ausfuhrstaates.